# Mikhail Kostyukov
Mikhail Aleksandrovich Kostyukov (tiếng Nga: Михаил Александрович Костюков; sinh ngày 9 tháng 8 năm 1991) là một cầu thủ bóng đá người Nga. Anh chơi ở vị trí tiền vệ phải hay tiền vệ chạy cánh phải cho F.K. Amkar Perm.

## Sự nghiệp câu lạc bộ
Anh có màn ra mắt tại Russian Second Division cho FC Khimik Dzerzhinsk vào ngày 24 tháng 4 năm 2011 trong trận đấu với FC Gornyak Uchaly.

## Thống kê sự nghiệp

### Câu lạc bộ
Tính đến 20 tháng 5 năm 2018
| Câu lạc bộ               | Mùa giải            | Giải vô địch                | Giải vô địch | Giải vô địch | Cúp     | Cúp       | Châu lục | Châu lục  | Khác    | Khác      | Tổng cộng | Tổng cộng |
| Câu lạc bộ               | Mùa giải            | Hạng đấu                    | Số trận      | Bàn thắng    | Số trận | Bàn thắng | Số trận  | Bàn thắng | Số trận | Bàn thắng | Số trận   | Bàn thắng |
| ------------------------ | ------------------- | --------------------------- | ------------ | ------------ | ------- | --------- | -------- | --------- | ------- | --------- | --------- | --------- |
| FC Khimik Dzerzhinsk     | 2011–12             | PFL                         | 38           | 5            | 2       | 1         | –        | –         | –       | –         | 40        | 6         |
| FC Khimik Dzerzhinsk     | 2012–13             | PFL                         | 22           | 1            | 2       | 0         | –        | –         | –       | –         | 24        | 1         |
| FC Khimik Dzerzhinsk     | 2013–14             | FNL                         | 24           | 0            | 2       | 1         | –        | –         | –       | –         | 26        | 1         |
| FC Khimik Dzerzhinsk     | 2014–15             | FNL                         | 18           | 1            | 2       | 0         | –        | –         | –       | –         | 20        | 1         |
| FC Khimik Dzerzhinsk     | Tổng cộng           | Tổng cộng                   | 102          | 7            | 8       | 2         | 0        | 0         | 0       | 0         | 110       | 9         |
| FC Volga Nizhny Novgorod | 2014–15             | FNL                         | 12           | 1            | –       | –         | –        | –         | –       | –         | 12        | 1         |
| FC Volga Nizhny Novgorod | 2015–16             | FNL                         | 26           | 3            | 2       | 0         | –        | –         | –       | –         | 28        | 3         |
| FC Volga Nizhny Novgorod | Tổng cộng           | Tổng cộng                   | 38           | 4            | 2       | 0         | 0        | 0         | 0       | 0         | 40        | 4         |
| F.K. Amkar Perm          | 2016–17             | Giải bóng đá ngoại hạng Nga | 19           | 2            | 2       | 0         | –        | –         | –       | –         | 21        | 2         |
| F.K. Amkar Perm          | 2017–18             | Giải bóng đá ngoại hạng Nga | 18           | 3            | 3       | 0         | –        | –         | 2       | 1         | 23        | 4         |
| F.K. Amkar Perm          | Tổng cộng           | Tổng cộng                   | 37           | 5            | 5       | 0         | 0        | 0         | 2       | 1         | 44        | 6         |
| Tổng cộng sự nghiệp      | Tổng cộng sự nghiệp | Tổng cộng sự nghiệp         | 177          | 16           | 15      | 2         | 0        | 0         | 2       | 1         | 194       | 19        |